# Parafia św. Anny w Duksztach
Parafia św. Anny w Duksztach (lt. Šv. Onos parapija) – parafia rzymskokatolicka administracyjnie należąca do dekanatu kalwaryjskiego archidiecezji wileńskiej.